# ムハンマド・ナギーブ
ムハンマド・ナギーブ（アラビア語:  محمد نجيب, ラテン文字表記: Muhammad Naguib, 1901年2月20日 - 1984年8月29日）は、エジプトの軍人、政治家。1952年のクーデターでエジプト王国第34代首相となり、翌年の共和政移行によって初代エジプト共和国大統領に就任した。
姓については、正則アラビア語（フスハー）に従えばナジーブという日本語表記が発音に忠実であるが、エジプト方言の発音方式に従ってナギーブと称される。また、ナギブと表記されることもある。宗派はスンナ派。

## 来歴

### 青年期

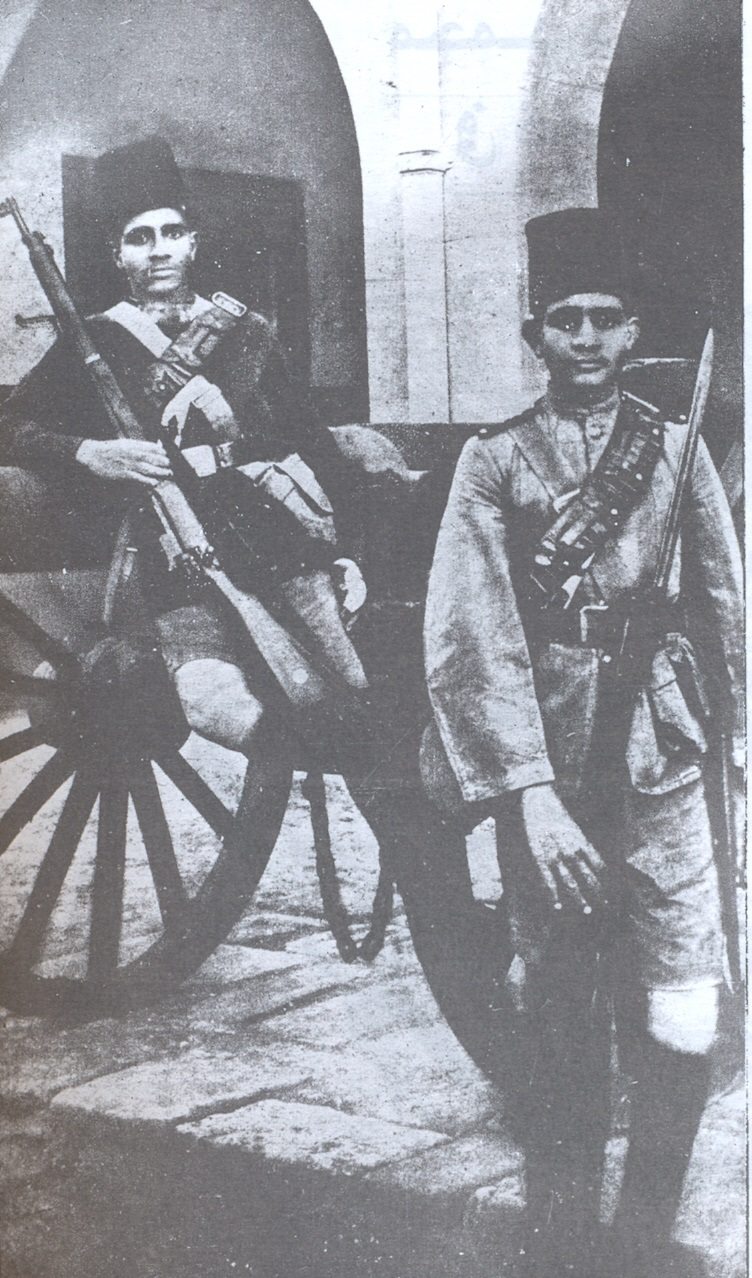
ナギーブと弟アリ

1901年、イギリスとエジプトの共同統治下にあったスーダン（英埃領スーダン）において、エジプト軍のスーダン駐在員ユーセフ・ナギーブの息子として生まれた。幼少期をハルツームで過ごしたが、イギリスによる植民地支配を批判していたため、イギリス人家庭教師に鞭打ちの罰を受けることがあった。ナギーブはナポレオン・ボナパルトを模範としていたが、間もなくムスタファ・カーミル・パシャを敬愛するようになり、暫くするとサアド・ザグルールを模範とするようになった。
1916年に父親が死去したのに伴い、エジプトの首都カイロに移住した。
青年期は翻訳家を目指して語学に精を出したが、政治学・法学に転向後、1917年4月に陸軍士官学校に入隊したため博士号は取得しなかった。しかし、入隊後も語学を学び、イタリア語、英語、フランス語、ドイツ語を習得した。また、ヘブライ語も学び、第一次中東戦争後は陸軍大学でヘブライ語を学習させることを命令し、履修した軍人たちはイスラエルの通信を傍受出来るようになった。

### 自由将校団

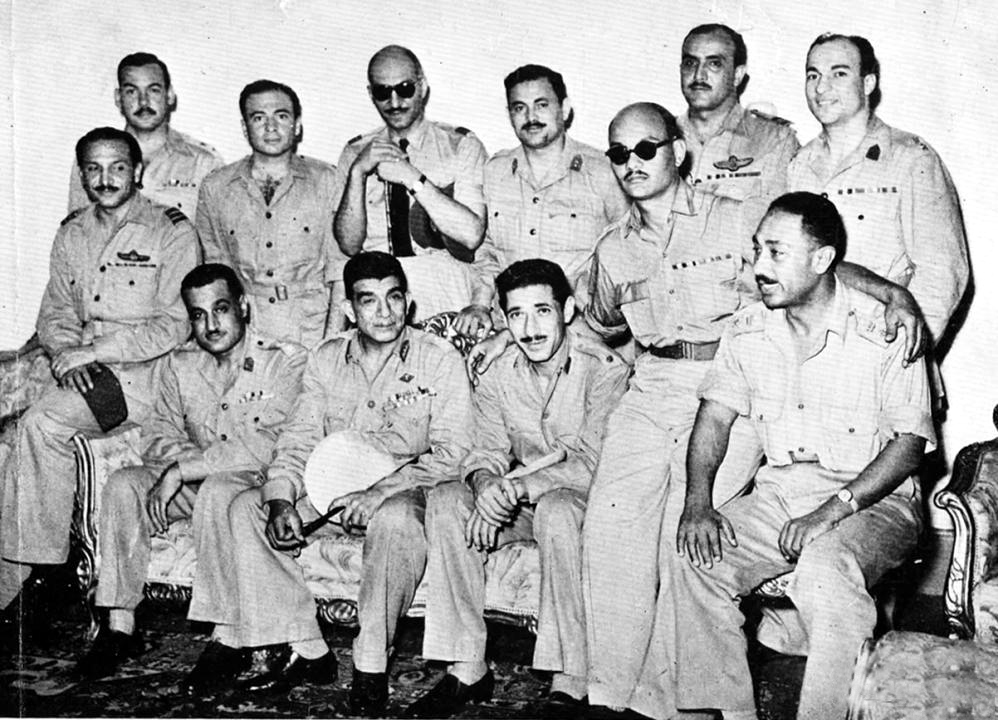
自由将校団（前列左から3人目がナギーブ）

1918年1月23日に士官学校を卒業したナギーブは、2月19日、第17歩兵大隊附となりスーダンに派遣された。偶然にも、かつての父と同じ大隊の配属であった。
1919年、エジプト革命が起きると、軍紀違反にも拘らずカイロへ赴き、国会階段前でエジプト国旗を掲げ座り込みを行った。その後、ハルツーム州シェンディの騎兵大隊に転属となるが、1921年に同大隊の廃止に伴いカイロの西部師団自動車部隊に転属。適性証明のため2か月間警察学校で研修を行い、卒業後はカイロ市内の警備部隊に配属され、アブディーン、オールド・カイロ地区、ブーラーク地区、ヘルワン地区などで勤務。
1922年、第13大隊附となり、バハル・アル・ガザール地方ワーウでの勤務を経て、マラカルの機関銃部隊に転属。
1923年4月28日、カイロの近衛部隊を経てマーディの第8大隊附。
1924年、中尉昇進。1927年に結婚。
軍務と並行して法学を学び続け、1923年法学部学士号を、1927年にはエジプト軍士官として初めて法学士を、続いて29年には経済学ポストグラデュエート・ディプロマを得る。1931年に博士論文獲得のため除隊を決意するが、直前になり除隊を思い留まった。なお、法学を学んでいる1929年、時の首相モスタファ・エル＝ナハスの講義を受けた事があるが、本来国王に近しい立場の与党が議会政治によって国王の暴走を抑止出来ており、軍は政治に関与すべきでないと彼は説いた。これはのちのナギーブの政治スタンスに生かされていく。
1931年12月に大尉昇進、1934年にアリーシュの沿岸警備隊に異動し、シナイ砂漠を横断する密輸業者の摘発任務に従事した。
1936年英埃条約ののち軍機構監督委員に就任、1937年より軍機関誌の発行に携わる。
1938年5月6日、少佐。同年、マルサ・マトルーフでの英軍との合同軍事演習の誘いを受けるも拒否した。
1940年に国王ファールーク1世に謁見するが、二人は良好な雰囲気で謁見が行われたにもかかわらず、ナギーブはファールーク1世の手にキスすることを拒み、代わりに握手を交わした。
1942年2月、駐エジプト大使マイルズ・ランプソンが宮殿を英軍に包囲させ、ファールーク1世に反英政権の解体を迫るという事件が起こると、国王の態度に憤慨し、「陛下を護衛できなかった私は制服をまとう事が恥ずかしくございますので、軍から身を引かせていただきます」と辞表を叩き付ける。また、酔っぱらった英兵に財布を抜かれる事件に遭う。
第一次中東戦争では指揮官として参戦し、戦場での活躍により国民的人気を集めた。
1949年夏、少将、国境軍総司令官。
1950年に中将、参謀総長となり、心ならずも国王の身辺警護の任に当たる事となる。この頃、軍内部の秘密組織自由将校団へ加入した。この組織は親英路線を採っていたエジプト王国政府の打倒を目的に、1949年ごろにガマール・アブドゥル＝ナーセルを中心とした青年将校によって結成された集団である。ナーセルは青年将校の結束を強化するために国民からの人気が高いナギーブを団長に推薦し、ナギーブの副官であったアブドルハキーム・アーメルを介して将校団の革命実行委員会のメンバーが相次いで接触。ナギーブは青年将校たちに試されていたことを悟るが、それを不快に思わなかった彼は就任を承諾した。また、1952年1月に将校クラブ会長選挙で国王派を破り当選した。これにより自由将校団は軍内部で勢力を拡大し、危機感を抱いたファールーク1世はナギーブの解任を画策するが、実現する前に自由将校団によるクーデターで失脚してしまう。

### エジプト革命

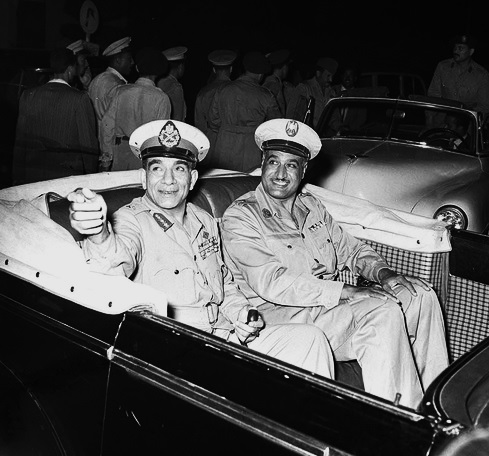
ナギーブとナーセル

1952年7月23日、自由将校団はエジプト革命を起こしてファールーク1世を退位に追い込んだ。陸軍総司令官に就任し軍権を掌握したナギーブは直ちに革命指導評議会を発足させ議長に就任し、内外に革命の正当性を訴えた。
7月25日にファールーク1世の処遇を巡って会議がアレクサンドリアで開かれ、亡命させるか裁判にかけるかで議論が紛糾した。ナギーブとナーセルは亡命を支持し、投票の結果、ファールーク1世の子で、生後わずか半年のフアード2世を王位に就けた後に亡命させることで意見が一致した。王政の継続は、イギリスに介入する口実を与えないために「ファールーク1世の腐敗の打倒のみが目的」と印象付けることを意図していた。翌26日、ファールーク1世はヨットで亡命し、ナギーブはファールーク1世と最後の挨拶を交わした。その際、ファールーク1世は「君の使命は難しいものです。エジプトを治めるのは簡単なことではありません」と告げ、ナギーブは後年「私は彼の敗北を喜ぶ気にはなれなかった」と述べている。
9月17日には首相に就任し、副首相兼内務大臣のナーセルと共に摂政評議会を創設して政権を発足した。ナギーブの首相就任後、自由将校団はすぐに王政廃止に向けて準備を進め、翌1953年6月18日にフアード2世が廃位されてエジプトは共和政に移行し、ナギーブは首相兼任のまま初代大統領に就任した。

### 大統領

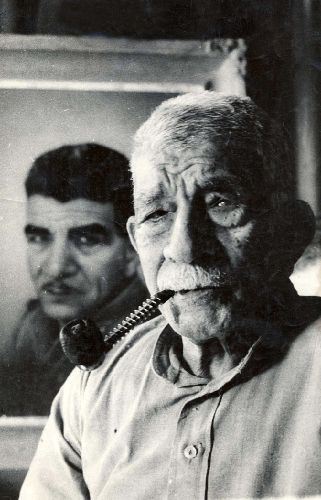
晩年のナギーブ

ナギーブは大統領・首相・革命指導評議会議長を兼務し、軍部中心の政権を確立した。しかし、新政府の実権は自由将校団を実質的に率いてきたナーセルが握っており、ナギーブとナーセルの対立が際立つようになった。また、ナギーブは軍部主導の政権運営には懐疑的だったため、ナーセルを支持する革命指導評議会メンバーとの間にも対立が生じた。革命指導評議会はメンバーの過半数の賛成を得て意思決定を行うため、ナギーブは議長ではあったが、次第に権限が制限されてしまう。
1953年後半には、ナーセルから「ムスリム同胞団と結託して独裁を図っている」として批判され、1954年2月25日に革命指導評議会から「許容されない絶対的な権力を求めた」として首相を解任され、ナーセルが首相に就任した。これは国民からの反発を受け3月に首相に復帰するが、4月には再び首相を辞任しナーセルに譲った。その後、ムスリム同胞団と結託してナーセルの暗殺を謀ったとされ、11月14日に大統領を解任された。
失脚後のナギーブはナーセル政権によってカイロ郊外の邸宅に軟禁されたが、アンワル・アッ＝サーダート政権下の1972年に軟禁を解かれた。
1984年に死去し、ホスニー・ムバーラク大統領によって軍葬に付された。
死後、ナギーブの回顧録『私は大統領だった』が出版された。回顧録は数度に渡り復刻され、『エジプトの運命』と改題され英語訳も出版された。また、カイロ地下鉄の駅やハルツームの道路にはナギーブの名前が付けられている。